# Trigonosporium australiense
Trigonosporium australiense är en svampart som beskrevs av Tassi 1900. Trigonosporium australiense ingår i släktet Trigonosporium, divisionen sporsäcksvampar och riket svampar.   Inga underarter finns listade i Catalogue of Life.